# Vrbovec
Vrbovec – miasto w Chorwacji, w żupanii zagrzebskiej, siedziba miasta Vrbovec. W 2011 roku liczyło 4947 mieszkańców.
Leży 32 km na północny wschód od Zagrzebia.
10 września 1976 niedaleko Vrbovec doszło do zderzenia dwóch samolotów. W wyniku kolizji zginęły wszystkie osoby na pokładach obu maszyn – 176 osób.